# 吳應奎 (萬曆進士)
吳應奎（1543年—？），字孟才，山東兖州府東平州人，軍籍，明朝政治人物、進士出身。

## 生平
隆慶四年（1570年）庚午科山東鄉試第十一名，會試第一百七十二名，萬曆二年（1574年）登甲戌科進士第三甲第九十一名。授鳳翔府推官。

## 家族
曾祖父吳聰；祖父吳仲宏，曾任七品散官；父吳道南，曾任冠帶生員。母田氏。具慶下。